# Oleksiy Vadaturskyi
Oleksiy Opanasovych Vadaturskyi (en ucraniano: Олексій Опанасович Вадатурський; Bendzary, 8 de septiembre de 1947 - Nicolaiev, 31 de julio de 2022) fue un empresario ucraniano de logística agrícola y de granos y fundador de Nibulon, la empresa de logística de granos más grande de Ucrania. Era una de las personas más ricas de Ucrania.

## Biografía
Vadaturskyi fue galardonado con el Héroe de Ucrania en 2007, el mayor honor del país, por su papel en el desarrollo de la industria agrícola ucraniana. Vadaturskyi era conocido como no corruptible y europeísta. En 2014, tras la anexión rusa de Crimea y el apoyo de los separatistas en las regiones de Donbass, Vadaturskyi financió una milicia de 2.000 efectivos con vehículos del ejército. En 2018, se convirtió en uno de los 322 ucranianos incluidos en la lista negra de Rusia. Tras la invasión rusa de 2022, el bloqueo de las exportaciones de cereales y el acuerdo de exportación de cereales del 22 de julio, Vadaturskyi y sus empresas estaban ideando soluciones para reanudar el flujo normal de cereales ucranianos a países extranjeros.
Vadaturskyi fue asesinado con su esposa en la madrugada del 31 de julio por un ataque con misiles rusos en la ciudad de Nicolaiev. Siete u ocho misiles rusos alcanzaron su casa en el distrito de Zavodsky, lo que generó fuertes sospechas de que Vadaturskyi fue atacado y asesinado intencionalmente por Rusia para afectar la industria de exportación de cultivos de Ucrania. Ucrania declaró que el misil que mató a Vadaturskyi pertenecía a la serie de misiles S-300. Mykhailo Podolyak, asesor del presidente ucraniano Volodímir Zelenski, calificó el ataque con misiles de "asesinato premeditado [... de] uno de los empresarios agrícolas más importantes del país" . El ataque se produjo cuando el primer envío de cereales se preparaba para salir de Ucrania el 1 de agosto. Al funeral ortodoxo de Vadaturskyi el 12 de agosto en una catedral de Kiev asistieron varios cientos de personas, incluido el alcalde de Nicolaiev, Oleksandr Senkevych.
Vadaturskyi fue sucedido por su hijo Andriy Vadaturskyi, político, casado y con tres hijos. En 2021, Forbes calificó el patrimonio neto de Vadaturskyi en 430 millones de dólares y lo nombró la 24.ª persona más rica de Ucrania.